# 茨城県立下妻特別支援学校
茨城県立下妻特別支援学校（いばらきけんりつ しもつまとくべつしえんがっこう）は、茨城県下妻市にある肢体不自由児のための特別支援学校である。
スクールカラー 紫

## 学部・寮
- 小学部
- 中学部
- 高等部
- 訪問教育
- 寄宿舎(若草寮)

## 校訓
- 明るく なかよく すすんで

## 歴史
- 1974年（昭和49年）4月1日：開校
- 1975年（昭和50年）4月1日：高等部設置
- 1976年（昭和51年）10月1日：スクールバス配置
- 2006年（平成18年）10月1日：茨城県立つくば養護学校開校準備室を設置[1]
- 2012年（平成24年)4月1日：学校名を「茨城県立下妻特別支援学校」に変更
- 2013年(平成25年)創立40周年を迎えた
- 2023年(令和5年)創立50周年を迎えた

　6月、10月に50周年記念イベント開催10月14日 文化祭にて式典を挙行(予定)

## 主な委員会活動
- 児童生徒会(文化祭運営・全校集会の企画・運営)
- 放送委員会(週3回のお昼の放送)
- 健康委員会(月1回、学校全体の生活目標を立てている)

## 部活動
運動部
主な活動内容　活動日: 毎週金曜
- ボッチャ
- モルック
- ハンドアーチェリー
- ドローンサッカー
- ハンドサッカー

主な大会
・茨城県特別支援学校体育連盟体育大会(特体連)の全ての大会
　特体連 ボッチャの部　2018年(平成30年)中学部が準優勝
　　　　 ハンドサッカーの部　4連覇中(コロナ禍で中止中)
　・ボッチャ甲子園  2017年(平成29年)ベスト4
・ハンドサッカー交流試合

文化部クラブ活動(令和5年から休部中)
絵を描いたり、写真を撮って大会に出している。

## 寄宿舎
県西地区の特別支援学校で唯一寄宿舎が設置されている。
(令和5年)寄宿舎生6名が月曜~金曜まで生活している。土日と春休み・夏季休業中・冬休みは、自宅に帰省する。

## 50周年記念イベント(2023年)
6月7､8､12に主催:下妻特別支援学校　企画:特別非営利活動法人 チア・アートのもと「しるシルエット」というアートワークショップを行ったたくさんのボランティア様にご協力いただき、開催することができました。同日、記念イベントと一緒に学校間交流も行われた。
10月にセイコーエプソン株式会社様、協力のもと「ゆめ水族園」という映像空間体験を行う。
「ゆめ水族園」とはプロジェクターを使い、福祉施設・医療施設などの空間に海の生き物を映し出し、鑑賞できる。

## 学校間交流
毎年各学部ごとに下妻市にある上妻小、下妻中、下妻第二高等学校の3校と交流を行っている。
小学部は上妻小、中学部は下妻中、高等部は下妻第二高等学校と交流をしている。
小学部の交流は下妻特別支援学校内でクイズなどを行っている。中学・高等部は体育館等では、ボッチャを行っている。

## 茨城県高等学校文化連盟(高文連)においての活動
下妻特別支援学校では茨城県高等学校文化連盟の特別支援学校部会に加盟している。
年1回の部門大会のため、1年間を通して生徒実行委員会と先生方の委員会が行われている。
特別支援学校部会とは、
県内の高等部が設置されている特別支援学校が17校、加盟されている。

## 部門大会(高文連)について
毎年、特別支援学校部会が(1週間)開催するイベント。
(児童生徒は土日のみの参加)
土浦と水戸の会場を借り、毎年交互に会場変わっている。
ボランティア部会さんに協力していただき開催している。

## 主な受賞
2014年(平成26年) 日本学校保健会「健康教育推進学校」最優秀校受賞
2016年(平成28年)全国学校保健・安全研究大会「文部科学大臣表彰」受賞